# Ficocchia
Il torrente Ficocchia è un affluente di destra del fiume Ofanto. Lungo 11 km, nasce a Pescopagano e confluisce nell'Ofanto nel territorio di Calitri. Nelle sue acque è presente la trota fario.